# Jean-Baptiste Aubry-Lecomte
Pour les articles homonymes, voir Aubry et Lecomte.
Jean-Baptiste Aubry-Lecomte, né Hyacinthe Louis Victor Jean-Baptiste Aubry le 31 octobre 1797 à Nice et mort le 2 mai 1858  à Paris, est un dessinateur, graveur et lithographe français.

## Biographie
Après des études à Nice, Jean-Baptiste Aubry est payeur de la guerre à Antibes, puis employé au ministère des finances à Paris. Après son mariage avec mademoiselle Lecomte, il ajoute le nom de sa femme à son nom. Il consacre alors ses loisirs au dessin et à la lithographie. Encouragé par Anne-Louis Girodet, il passe le concours de l'École nationale supérieure des beaux-arts. 
Aubry-Lecomte reste l'un des premiers lithographes, selon une technique alors à ses débuts, à avoir tenté de traduire sur la pierre une œuvre peinte, en l'occurrence celle de son maître, Girodet, puis celles de Prudhon, Jacques-Louis Copia, Eugène Roger.
Il publie en 1821 seize planches inspirées de l’Apothéose des Héros français morts pour la patrie pendant la guerre de la Liberté de Girodet. Il acquiert la notoriété avec Danaé, d'après Mademoiselle Lange en Danaé du même Girodet.
Atteint d'une maladie au cœur et au foie accompagnée d'hydropisie, Aubry-Lecomte meurt le 2 mai 1858 à Paris,. Il est enterré au cimetière de Montparnasse.

## Distinctions
- Médaille d'or de deuxième classe à l'Exposition nationale des beaux-arts de 1824[6]
- Médaille d'or de première classe à l'Exposition nationale des beaux-arts de 1831[6]
- Croix d'honneur à l'Exposition nationale des beaux-arts de 1849[6]
- Chevalier de la Légion d'honneur en 1849[7]

## Œuvres

### Lithographies
En une trentaine d'années, Aubry-Lecomte réalisa au moins 160 lithographies.
| Image | Titre                                                                                           | Date | Auteur            | Dimensions   | Lieu de conservation                                                                                         | Source |
| ----- | ----------------------------------------------------------------------------------------------- | ---- | ----------------- | ------------ | --- | ------ |
|       | Portrait de Madame Aubry-Lecomte                                                                | 1820 | Aubry-Lecomte     |              | | [ 8 ]  |
|       | Collection de têtes d'étude : La Victoire                                                       | 1821 | Girodet           | 355 × 540 mm | - châteaux de Malmaison et Bois-Préau, Rueil-Malmaison                                                       |        |
|       | Collection de têtes d'étude : Championnet, Dampierre, Desaix, Dugommier, Kléber et Marceau      | 1821 | Girodet           | 440 × 575 mm | - châteaux de Malmaison et Bois-Préau, Rueil-Malmaison - Getty Research Institute                            |        |
|       | Collection de têtes d'étude : Hoche, Joubert et Ossian                                          | 1821 | Girodet           |              | - châteaux de Malmaison et Bois-Préau, Rueil-Malmaison                                                       |        |
|       | Collection de têtes d'étude : Oscar, Fingal et Cuchullin                                        | 1821 | Girodet           |              | - châteaux de Malmaison et Bois-Préau, Rueil-Malmaison                                                       |        |
|       | Collection de têtes d'étude : Agandecca, guerriers français et Starno                           | 1821 | Girodet           |              | - Art Institute of Chicago - châteaux de Malmaison et Bois-Préau, Rueil-Malmaison                            |        |
|       | Collection de têtes d'étude : Starno                                                            | 1821 | Girodet           |              | - châteaux de Malmaison et Bois-Préau, Rueil-Malmaison                                                       |        |
|       | Collection de têtes d'étude : Oïna, Moïna                                                       | 1821 | Girodet           |              | - châteaux de Malmaison et Bois-Préau, Rueil-Malmaison                                                       |        |
|       | Collection de têtes d'étude : Comala                                                            | 1821 | Girodet           |              | - châteaux de Malmaison et Bois-Préau, Rueil-Malmaison                                                       |        |
|       | Collection de têtes d'étude : Minona                                                            | 1821 | Girodet           |              | - châteaux de Malmaison et Bois-Préau, Rueil-Malmaison                                                       |        |
|       | Collection de têtes d'étude : Cormar, Foldath et Clothal                                        | 1821 | Girodet           | 580 × 420 mm | - châteaux de Malmaison et Bois-Préau, Rueil-Malmaison                                                       | [ 9 ]  |
|       | Collection de têtes d'étude : Galvina, Trenmor, Morar et Crugal                                 | 1821 | Girodet           | 545 × 425 mm | - Art Institute of Chicago - châteaux de Malmaison et Bois-Préau, Rueil-Malmaison                            | [ 9 ]  |
|       | Collection de têtes d'étude : Lorma, Bosnina                                                    | 1821 | Girodet           |              | - châteaux de Malmaison et Bois-Préau, Rueil-Malmaison                                                       |        |
|       | Collection de têtes d'étude : Swaran                                                            | 1821 | Girodet           |              | - Art Institute of Chicago - châteaux de Malmaison et Bois-Préau, Rueil-Malmaison                            |        |
|       | Collection de têtes d'étude : Sulmalla, Nina, Comhal, Athal                                     | 1821 | Girodet           |              | - châteaux de Malmaison et Bois-Préau, Rueil-Malmaison                                                       |        |
|       | Collection de têtes d'étude : Erirallina, Malvina                                               | 1821 | Girodet           |              | - châteaux de Malmaison et Bois-Préau, Rueil-Malmaison                                                       |        |
|       | Collection de têtes d'étude : Darthula, Caïrbarn Collama, Slisama, Semo, Bragela                | 1821 | Girodet           |              | - châteaux de Malmaison et Bois-Préau, Rueil-Malmaison                                                       |        |
|       | Saint Bruno recevant l'habit de son ordre                                                       | 1821 | Girodet           |              | | [ 8 ]  |
|       | La Réprimande                                                                                   | 1822 | Duval Le Camus    |              | | [ 8 ]  |
|       | L'Espièglerie                                                                                   | 1822 | Duval Le Camus    |              | - Musée national de l'Éducation                                                                              | [ 8 ]  |
|       | L'Intérieur du corps de garde                                                                   | 1822 | Duval Le Camus    |              | | [ 8 ]  |
|       | La Marchande d'eau-de-vie                                                                       | 1822 | Duval Le Camus    |              | | [ 8 ]  |
|       | L'enfant Jésus endormi                                                                          | 1822 | Le Guide          |              | | [ 8 ]  |
|       | Portrait de Casimir Perier                                                                      | 1822 | Louis Hersent     |              | - musée municipal, Vendôme                                                                                   | [ 8 ]  |
|       | Endymion                                                                                        | 1822 | Girodet           |              | - Musée d'art et d'histoire, Genève                                                                          | [ 8 ]  |
|       | Zéphyre                                                                                         | 1822 | Girodet           |              | | [ 8 ]  |
|       | Atala                                                                                           | 1822 | Girodet           |              | | [ 8 ]  |
|       | le Père Aubry                                                                                   | 1822 | Girodet           |              | | [ 8 ]  |
|       | têtes d'études                                                                                  | 1822 | Girodet           |              | - châteaux de Malmaison et Bois-Préau, Rueil-Malmaison                                                       | [ 8 ]  |
|       | portrait de madame de Prony                                                                     | 1822 | Girodet           |              | | [ 8 ]  |
|       | Une famille malheureuse                                                                         | 1822 | Prud'hon          | 30 x 22 cm   | - British Museum - musée Baron-Martin,Gray - Rhode Island School of Design Museum                            |        |
|       | Les Enfants de France                                                                           | 1822 | Hersent           |              | - Bibliothèque nationale de France - British Museum - Metropolitan Museum of Art                             | [ 8 ]  |
|       | Les Suites du Jeu de la Drogue                                                                  | 1822 | Horace Vernet     |              | - Zimmerli Art Museum                                                                                        |        |
|       | Ariane abandonnée                                                                               | 1823 | Girodet           |              | - Musée Carnavalet, Paris                                                                                    | [ 8 ]  |
|       | Erigone                                                                                         | 1823 | Girodet           |              | - Musée Carnavalet, Paris - musée des beaux-arts de Lyon - Galerie nationale d'Écosse                        | [ 8 ]  |
|       | Les petits Savoyards                                                                            | 1823 | Dubufe            |              | - Bibliothèques municipales de Chambéry - Musée Carnavalet, Paris                                            | [ 8 ]  |
|       | Chactas                                                                                         | 1823 | Girodet           |              | | [ 8 ]  |
|       | Odalisque                                                                                       | 1823 | Girodet           |              | - musée Girodet, Montargis                                                                                   | [ 8 ]  |
|       | La Famille malheureuse                                                                          | 1823 | Prud'hon          |              | | [ 8 ]  |
|       | Portrait de Spontini                                                                            | 1823 | Jean Guérin       |              | - Bibliothèque nationale de France                                                                           | [ 8 ]  |
|       | Les Enfants de l'Ecole chrétienne                                                               | 1823 | Duval Lecamus     |              | | [ 8 ]  |
|       | Portrait de Chateaubriand                                                                       | 1823 | Girodet           |              | - British Museum - musée Carnavalet - bibliothèque municipale de Grenoble                                    | [ 8 ]  |
|       | La Maison de Michel-Ange à Rome                                                                 | 1823 | Dejuinne          |              | - Bibliothèque de l'université de Leyde                                                                      | [ 8 ]  |
|       | Composition en l'honneur de l'armée française et de Louis XVIII                                 | 1823 |                   |              | - Bibliothèque nationale de France                                                                           |        |
|       | Buste de jeune femme vêtue d'un léger voile                                                     | 1827 | Prud'hon          | 22 x 18 cm   | - musée Baron-Martin, Gray                                                                                   |        |
|       | Portrait de M. Sèze                                                                             | 1824 | Girodet           |              | - Bibliothèque nationale de France - British Museum                                                          | [ 8 ]  |
|       | La Maison du Tasse à Sorrente                                                                   | 1824 | Dejuinne          |              | - Bibliothèque de l'université de Leyde                                                                      | [ 8 ]  |
|       | Danaé                                                                                           | 1824 | Girodet           |              | - musée Carnavalet - musée des beaux-arts de Lyon - British Museum - Metropolitan Museum of Art              | [ 8 ]  |
|       | Le Départ, le Combat, le Triomphe, le Retour du guerrier                                        | 1824 | Girodet           |              | | [ 8 ]  |
|       | La Joconde                                                                                      | 1824 | Léonard de Vinci  |              | - British Museum                                                                                             | [ 8 ]  |
|       | Le chien Pyrrhus                                                                                | 1824 | Fabre de Flor     |              | | [ 8 ]  |
|       | La Sérénade vénitienne                                                                          | 1824 | Dejuinne          |              | | [ 8 ]  |
|       | Allaitement d'Esculape                                                                          | 1824 | Guillon Lethière  |              | - British Museum                                                                                             | [ 8 ]  |
|       | Romulus et Rémus                                                                                | 1824 | Guillon Lethière  |              | | [ 8 ]  |
|       | L'Enlèvement de Psyché                                                                          | 1824 | Prud'hon          | 29 x 23 cm   | - musée du Louvre - musée Baron-Martin, Gray - Minneapolis Institute of Art - musée des beaux-arts du Canada | [ 8 ]  |
|       | Portrait de Girodet                                                                             | 1824 | Girodet           |              | - Musée Carnavalet - Institut national d'histoire de l'art                                                   | [ 8 ]  |
|       | Le Déluge                                                                                       | 1825 | Girodet           |              | - British Museum - Bibliothèque de l'université de Leyde                                                     | [ 8 ]  |
|       | La fleuve Salamandre                                                                            | 1825 | Lancrenon         |              | - musée des beaux-arts de Dole                                                                               | [ 8 ]  |
|       | Les Amours de Pan et de Syrinx                                                                  | 1825 | Girodet           |              | - British Museum                                                                                             | [ 8 ]  |
|       | Le Serment des sept chefs devant Thèbes                                                         | 1825 | Girodet           |              | - Musée Girodet, Montargis                                                                                   | [ 8 ]  |
|       | Les Adieux des Troyens à leur patrie                                                            | 1825 | Girodet           |              | | [ 8 ]  |
|       | La Sainte Famille                                                                               | 1825 | Poussin           |              | | [ 8 ]  |
|       | L'Eté                                                                                           | 1825 | Dejuinne          |              | | [ 8 ]  |
|       | La Vierge au linge                                                                              | 1825 | Raphaël           |              | | [ 8 ]  |
|       | L'enfant jésus                                                                                  | 1825 | Raphaël           |              | - British Museum                                                                                             | [ 8 ]  |
|       | Odalisque                                                                                       | 1825 | Girodet           |              | | [ 8 ]  |
|       | Les Amours d'Erèbe et de la Nuit                                                                | 1826 | Girodet           |              | - British Museum                                                                                             | [ 8 ]  |
|       | La Madone de Saint-Sixte                                                                        | 1826 | Raphaël           |              | | [ 8 ]  |
|       | Les Amours d'Erèbe et de la Nuit                                                                | 1826 | Girodet           |              | | [ 8 ]  |
|       | L'Automne                                                                                       | 1826 | Dejuinne          |              | - Musée du Louvre - Metropolitan Museum of Art                                                               | [ 8 ]  |
|       | Entrevue d'Enée et d'Andromaque                                                                 | 1826 | Girodet           |              | | [ 8 ]  |
|       | Jeune Pâtre endormi                                                                             | 1826 | Monvoisin         |              | - British Museum                                                                                             | [ 8 ]  |
|       | Porteur de palanquin                                                                            | 1826 | peintre chinois   |              | | [ 8 ]  |
|       | La Druidesse                                                                                    | 1826 | Horace Vernet     |              | - British Museum                                                                                             |        |
|       | Amazone                                                                                         | 1826 | Girodet           |              | - Brooklyn Museum                                                                                            | [ 8 ]  |
|       | La Baigneuse                                                                                    | 1826 | Girodet           |              | - Musée Carnavalet                                                                                           | [ 8 ]  |
|       | L'Hiver                                                                                         | 1827 | Dejuinne          |              | | [ 8 ]  |
|       | Le Printemps                                                                                    | 1827 | Dejuinne          |              | | [ 8 ]  |
|       | Corinne au cap Mycènes                                                                          | 1827 | Gérard            |              | - British Museum - Musée Dobrée                                                                              | [ 8 ]  |
|       | Paysans et Pécheurs chinois                                                                     | 1827 |                   |              | | [ 8 ]  |
|       | La Volupté                                                                                      | 1827 | Prud'hon          |              | - musée du Louvre                                                                                            | [ 8 ]  |
|       | Intérieur de l'appartement de Madame Récamier                                                   | 1827 | Gérard            |              | - musée Carnavalet - musée Marmottant Monet - Rhode Island School of Design Museum                           | [ 8 ]  |
|       | La Robe de soie, portrait de madame Aubry-Lecomte                                               | 1827 | Aubry-Lecomte     |              | - Bibliothèque nationale de France                                                                           | [ 8 ]  |
|       | La Forêt de Compiègne                                                                           | 1827 | Aubry-Lecomte     |              | | [ 8 ]  |
|       | La cour de Laurent de Médicis                                                                   | 1828 | Mauzaisse         |              | - British Museum                                                                                             | [ 8 ]  |
|       | Corinne (répétition)                                                                            | 1828 | Gérard            |              | | [ 8 ]  |
|       | Corinne, tête d'étude                                                                           | 1828 | Gérard            |              | | [ 8 ]  |
|       | Jeune Grec, tête d'étude                                                                        | 1828 | Gérard            |              | - British Museum                                                                                             | [ 8 ]  |
|       | La Pélerine                                                                                     | 1828 | Bonnefonds        |              | - British Museum                                                                                             | [ 8 ]  |
|       | La Robe de soie (répétition)                                                                    | 1828 | Aubry-Lecomte     |              | | [ 8 ]  |
|       | L'Amour et Psyché                                                                               | 1828 | Gérard            |              | | [ 8 ]  |
|       | L'esclave géorgienne                                                                            | 1829 | Delorme           |              | | [ 8 ]  |
|       | Dame romaine                                                                                    | 1829 | Delorme           |              | - Maison-musée Lansyer, Loches                                                                               | [ 8 ]  |
|       | Le Retour de la jeune fille au village                                                          | 1829 | Destouches        |              | | [ 8 ]  |
|       | Haleurs chinois prenant leurs repas                                                             | 1829 |                   |              | | [ 8 ]  |
|       | Childe Harold et Inès à Cadix                                                                   | 1830 | Dejuinne          |              | | [ 8 ]  |
|       | La Toilette du matin, portrait de Mademoiselle Julie Noël                                       | 1830 | Aubry-Lecomte     |              | | [ 8 ]  |
|       | L'Impératrice du Brésil                                                                         | 1830 |                   |              | | [ 8 ]  |
|       | Madame Pasta en Desdémone                                                                       | 1830 | Gérard            |              | - Bibliothèque nationale de France - British Museum                                                          | [ 8 ]  |
|       | La Toilette du soir, portrait de madame Bontemps                                                | 1831 | Aubry-Lecomte     |              | | [ 8 ]  |
|       | La Natte, portrait de madame Blanqui                                                            | 1831 | Aubry-Lecomte     |              | | [ 8 ]  |
|       | Portrait les yeux baissés ; madame Aubry-Lecomte                                                | 1831 | Aubry-Lecomte     |              | | [ 8 ]  |
|       | La belle Élisabeth                                                                              | 1831 | Girodet           |              | - Bibliothèque nationale de France                                                                           | [ 8 ]  |
|       | Louis-Philippe proclamé lieutenant-général du royaume à l'Hôtel-de-Ville                        | 1831 | Guillon Lethière  |              | - Bibliothèque nationale de France - Musée Carnavalet                                                        | [ 8 ]  |
|       | Vue du Mont-Dore en Auvergne                                                                    | 1831 | Joly              |              | | [ 8 ]  |
|       | Vue des ruines du château de Pierrefonds                                                        | 1831 | Aubry-Lecomte     |              | | [ 8 ]  |
|       | Portrait de monsieur de Sèze (répétition)                                                       | 1832 | Girodet           |              | | [ 8 ]  |
|       | Le duc de Laval Montmorency                                                                     | 1832 | Aubry-Lecomte     |              | | [ 8 ]  |
|       | Le Printemps                                                                                    | 1832 | Girodet           |              | - Metropolitan Museum of Art                                                                                 | [ 8 ]  |
|       | Françoise de Rimini                                                                             | 1834 | Ingres            |              | - British Museum - Bibliothèque de l'université de Leyde                                                     | [ 8 ]  |
|       | La Liseuse, profil de mademoiselle Eugénie Aubry-Lecomte                                        | 1834 | Aubry-Lecomte     |              | | [ 8 ]  |
|       | Épisode de la peste de Marseille                                                                | 1834 | Gérard            |              | | [ 8 ]  |
|       | Marie-Eugénie Aubry-Lecomte                                                                     | 1835 | Aubry-Lecomte     |              | | [ 8 ]  |
|       | Vue de Compiègne et des environs : Saint-Jean-au-Bois                                           | 1835 | Aubry-Lecomte     |              | | [ 8 ]  |
|       | Vue de Compiègne et des environs : Ourscamps                                                    | 1835 | Aubry-Lecomte     |              | | [ 8 ]  |
|       | Vue de Compiègne et des environs : Sainte-Croix d'Offemont                                      | 1835 | Aubry-Lecomte     |              | | [ 8 ]  |
|       | Vue de Compiègne et des environs : Saint-Pierre-de-Chastre                                      | 1835 | Aubry-Lecomte     |              | - musée Antoine-Vivenel                                                                                      | [ 8 ]  |
|       | La peste de Marseille de 1720                                                                   | 1835 | Gérard            |              | - Wellcome Library - Contrôle sanitaire des frontières (Marseille)                                           | [ 8 ]  |
|       | Le roi René                                                                                     | 1836 | Saint-Evre        |              | - musée Baron-Martin, Gray - Archives et Bibliothèque patrimoniale d’Abbeville                               | [ 8 ]  |
|       | Croquis du camp de Compiègne (camp d'Orléans) à l'entrée de la plaine de Choisy                 | 1837 | Aubry-Lecomte     |              | | [ 8 ]  |
|       | La grande sainte Famille                                                                        | 1838 | Raphaël           |              | | [ 8 ]  |
|       | Portrait du comte et de la comtesse Pochvisneff                                                 | 1839 | Duval Le Camus    |              | | [ 8 ]  |
|       | Modestie au voile ; mademoiselle Eugénie Aubry-Lecomte                                          | 1840 | Aubry-Lecomte     |              | - Bibliothèque nationale de France                                                                           | [ 8 ]  |
|       | Portrait de monsieur de Menemars                                                                | 1840 | Henriquet-Dup     |              | | [ 8 ]  |
|       | Portrait de monsieur le président de Monchy, de Compiègne, président de la Cour royale d'Amiens | 1840 | Ducis             |              | | [ 8 ]  |
|       | Coquetterie (Egyptienne)                                                                        | 1840 | Ducis             |              | | [ 8 ]  |
|       | Modestie                                                                                        | 1841 | Aubry-Lecomte     |              | | [ 8 ]  |
|       | Portrait de Girodet                                                                             | 1841 | Girodet           |              | | [ 8 ]  |
|       | Vue de la Forêt de Compiègne                                                                    | 1841 | Aubry-Lecomte     |              | | [ 8 ]  |
|       | Portrait de madame F. Lecomte                                                                   | 1841 | Aubry-Lecomte     |              | | [ 8 ]  |
|       | Portrait de Mademoiselle Rosalie à mi-corps assise, les mains croisées                          | 1841 |                   |              | |        |
|       | Vue de la Forêt de Compiègne                                                                    | 1842 | Aubry-Lecomte     |              | | [ 8 ]  |
|       | La Famille malheureuse                                                                          | 1843 | Prud'hon          |              | | [ 8 ]  |
|       | Portrait de Paillot de Montabert                                                                | 1843 | Paul Carpentier   |              | - Institut national d'histoire de l'art                                                                      | [ 8 ]  |
|       | La soif de l'or                                                                                 | 1844 | Prud'hon          |              | | [ 8 ]  |
|       | L'Annonciation                                                                                  | 1845 | Romain Case       |              | | [ 8 ]  |
|       | Portrait de la comtesse Potocka                                                                 | 1845 | Dansse            |              | | [ 8 ]  |
|       | Portrait du comte Boleslas Potocki                                                              | 1845 | Colson            |              | | [ 8 ]  |
|       | Portrait de mademoiselle Marie Potocka                                                          | 1845 |                   |              | | [ 8 ]  |
|       | La Vierge de Parme                                                                              | 1845 | Le Corrège        |              | | [ 8 ]  |
|       | L'Algérienne                                                                                    | 1846 | Guet              |              | | [ 8 ]  |
|       | L'Ode                                                                                           | 1846 | Auguste Gallimard |              | | [ 8 ]  |
|       | Une Pensée                                                                                      | 1846 | Prud'hon          |              | | [ 8 ]  |
|       | L'Emulation donne l'essor à l'Etude                                                             | 1846 | Prud'hon          |              | | [ 8 ]  |
|       | Portrait de Granger                                                                             | 1846 | Granger           |              | - Institut national d'histoire de l'art                                                                      | [ 8 ]  |
|       | Hélène                                                                                          | 1846 | Delorme           |              | | [ 8 ]  |
|       | Portrait de monsieur Delécluse                                                                  | 1846 | Mirbel            |              | - Médiathèque de l'architecture et du patrimoine                                                             | [ 8 ]  |
|       | L'étude guide l'essor du génie                                                                  | 1846 | Prud'hon          | 18 x 22 cm   | - musée Baron-Martin,Gray - musée Dobrée                                                                     |        |
|       | La Vierge                                                                                       | 1847 | Prud'hon          | 18 x 15 cm   | - musée Baron-Martin, Gray                                                                                   | [ 8 ]  |
|       | Danse d'Amours                                                                                  | 1847 | Raphaël           |              | | [ 8 ]  |
|       | Portrait du baron Larrey, père                                                                  | 1847 | David d'Angers    |              | | [ 8 ]  |
|       | Les Vendanges                                                                                   | 1848 | Prud'hon          | 7 x 17 cm    | - Musée du Louvre - musée Baron-Martin,Gray - Maison-musée Lansyer, Loches - Metropolitan Museum of Art      | [ 8 ]  |
|       | Les petits Fichierurs                                                                           | 1848 | Prud'hon          |              | - Musée du Louvre - Metropolitan Museum of Art                                                               | [ 8 ]  |
|       | Les petits Dévideurs                                                                            | 1848 | Prud'hon          |              | - Musée du Louvre                                                                                            | [ 8 ]  |
|       | Portrait de monsieur Gustave Chatenet                                                           | 1848 | Aubry-Lecomte     |              | - Institut national d'histoire de l'art                                                                      | [ 8 ]  |
|       | Danaé                                                                                           | 1849 | Girodet           |              | | [ 8 ]  |
|       | Marguerite                                                                                      | 1849 | Prud'hon          |              | - Musée du Louvre - British Museum                                                                           | [ 8 ]  |
|       | L'amour et l'amitié                                                                             | 1850 | Prud'hon          | 14 x 11 cm   | - Musée du Louvre - musée Baron-Martin,Gray - Minneapolis Institute of Art                                   | [ 8 ]  |
|       | Portrait de mademoiselle Darcier                                                                | 1850 | Sewerin           |              | - Bibliothèque nationale de France                                                                           | [ 8 ]  |
|       | La paix du ménage                                                                               | 1851 | Greuze            |              | | [ 8 ]  |
|       | Portrait de Lachèse                                                                             | 1851 | Bonnassieux       |              | | [ 8 ]  |
|       | Eve                                                                                             | 1851 | Raphaël           |              | | [ 8 ]  |
|       | Le Jardin                                                                                       | 1852 | Fauvelet          |              | | [ 8 ]  |
|       | Le Triomphe de Vénus                                                                            | 1852 | Prud'hon          |              | - musée du Louvre - musée des beaux-arts de Lyon - musée Baron-Martin, Gray - musée municipal, Vendôme       | [ 8 ]  |

### Dessins
Aubry-Lecomte réalisa également de nombreux dessins. Edmond Caillette de L'Hervilliers publia la liste incomplète réalisée à partir d'une liste établie par l'artiste.